# Taifa von Málaga
Die Taifa von Málaga (arabisch طائفة مالقة, DMG Ṭāʾifat Mālaqa) war ein mittelalterliches islamisches Kleinkönigreich (taifa) im Süden der Iberischen Halbinsel.

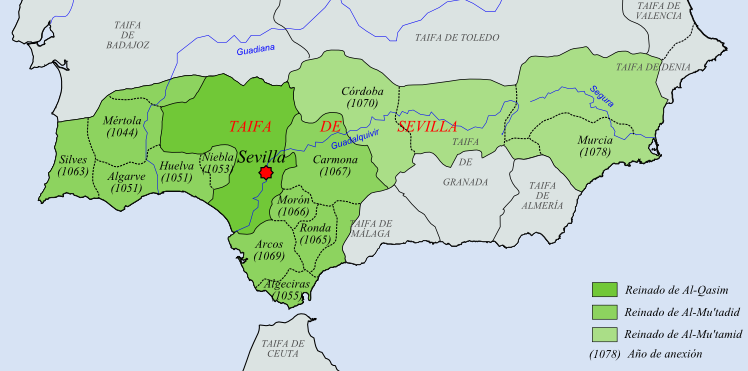
Kleinkönigreiche (taifas) in Andalusien

## Geschichte
Das Taifa-Reich von Málaga entstand in der Phase des Untergangs des Kalifats von Córdoba (1009–1031). Es wurde im Jahr 1026 vom ehemaligen Kalifen von Córdoba Yahya al-Mutali mit Unterstützung des bereits seit 1013 existierenden Taifa-Reiches von Granada gegründet. Nach seinem Tod spaltete sich das Taifa-Reich von Algeciras ab. Sein Sohn Idris al-Muta'ayyad regierte vier Jahre, doch war die Regierungszeit seiner Nachfolger im Allgemeinen nur sehr kurz. Von 1057 bis 1073 stand Málaga unter der Oberherrschaft von Granada. Die nachfolgende Dynastie der Ziriden stellte nur einen Herrscher, dem allerdings eine Regierungszeit von 17 Jahren vergönnt war. Seit dem Jahr 1090/1 übernahmen die marokkanischen Almoraviden sowie ihre Nachfolger, die Almohaden, mit kurzen Unterbrechungen die Macht, die seit 1239 vom Emirat von Granada okkupiert wurde. Im Jahr 1487 wurden Málaga und sein Umland von den Katholischen Königen Isabella und Ferdinand erobert.

## Liste der Emire

### Hammudiden
- Yahya I. al-Mu'tali (1026–1035)
- Idris I. al-Muta'ayyad (1035–1039)
- Yahya II. al-Qa'im (1039–1040)
- Hasan al-Mustansir (1040–1042)
- Naya (Usurpator) (1042)
- Idris II. al-Ali (1042–1047)
- Muhammad I. ben al-Qasim (1047–1053)
- Idris III. al Sami: 1053
- Idris II. (erneut 1053–1054/5)
- Muhammad II. al-Musta'li (1054/5)
- Yahya III. al-Mahdi (1054/5–1057/8)

### Taifa von Granada

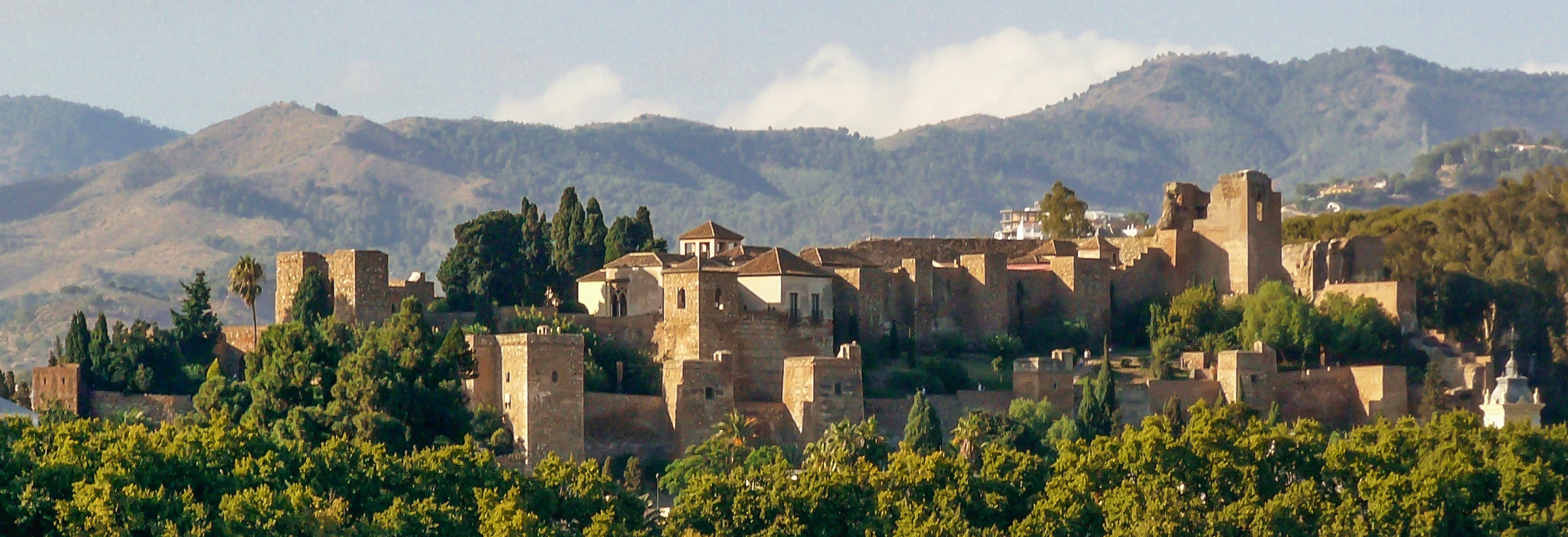
Die ursprünglich maurische, später jedoch von den Christen umgestaltete Alcazaba von Málaga überragt die Stadt

(1057/8–1073)

### Ziriden
- Tamim (1073–1090)

### Almoraviden
(1090/1–1145)

### Hassuniden
- Abu l-Hakam al-Husayn (1145–1153)

### Almohaden
(1153–1229)

### Zannuniden
- Ibn Zannun (1229?–1239)

### Emirat Granada
- Nasriden (1239–1487)